# Ismael Mengs

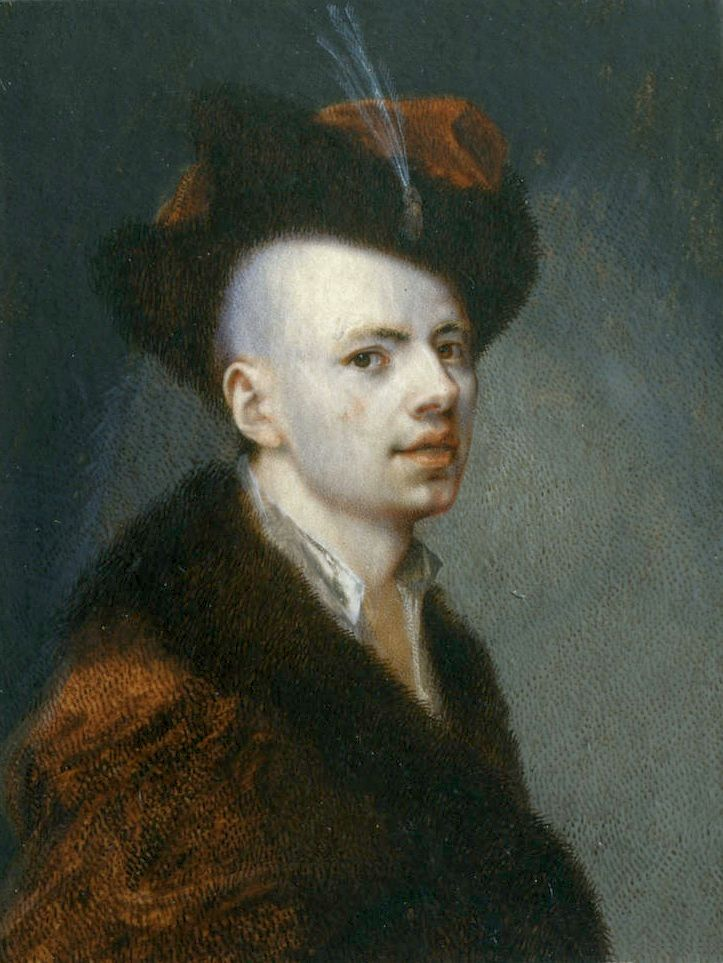
Selbstbildnis in polnischer Tracht, 1710er-Jahre, Staatliche Kunstsammlungen Dresden

Ismael Mengs (* 1688 in Kopenhagen; † 26. Dezember 1764 in Dresden) war ein Miniatur- und Emaillemaler.

## Leben
Ismael Mengs stammte aus einer Lausitzer Familie, wurde jedoch in Kopenhagen geboren und war nach seiner Ausbildung in Lübeck, Hamburg und Schwerin als Miniaturmaler tätig. Ab 1709 erhielt er Miniatur- und Zeichenunterricht beim Maler Paul Heinecken in Lübeck, wo er den Umgang mit Ölfarben lernte. Zu seinen Lehrern gehörte auch der französische Maler Benedict Coiffre, welcher für den dänischen Hof arbeitete und ihm für die Emaillemalerei wichtige Grundzüge der Chemie beibrachte. Er ließ sich protestantisch taufen und wurde 1714 Hofmaler in Dresden. Ismael Mengs gilt als Förderer der Freimaurerei in Sachsen, gehörte selbst jedoch keiner Loge an.
Bei einer Studienreise nach Italien um 1718 beeindruckten ihn besonders die Werke von Raffael und Correggio. Da er realistisch genug war, deren künstlerische Klasse nicht erreichen zu können, versuchte er, diese in seinen Kindern zu realisieren. Vor allem seinem 1728 geborenen Sohn Anton Raphael galt er als gestrenger, zuweilen gar tyrannischer Lehrer. Seine beiden Töchter, Theresa und Juliane, wurden ebenfalls Miniaturmalerinnen. Mehrfach unternahm er mit seinen Kindern Studienreisen nach Rom, um diese künstlerisch aus- und weiterzubilden.
Ismael Mengs selbst malte hauptsächlich Miniaturbildnisse, teilweise auch in Emailletechnik. Seine dabei erworbenen farbchemischen Kenntnisse verwertete er für die Entwicklung von Emaillefarben zu Gunsten der  Meißner Porzellanmanufaktur. Ab 1764 war er als Lehrer der dortigen Zeichenschule tätig. Kurz vor seinem Tod wurde er zum Honorarprofessor an der neu gegründeten Dresdner Kunstakademie berufen. Einige seiner Werke befinden sich in der Gemäldegalerie Alte Meister in Dresden.
Mit seinem Werk beeinflusste Mengs den Stil des italienischen Malers Andrea Appiani.

## Werke (Auszug)
- Aussiger Madonna in der Stadtpfarrkirche Aussig (das Gnadenbild ist eine Kopie der „Madonna del dito“ von Carlo Dolci)
- Selbstbildnis
- Bildnis des Leipziger Kaufmanns Raabe
- Porträt Giacomo Casanova (unvollendet)

## Bildergalerie

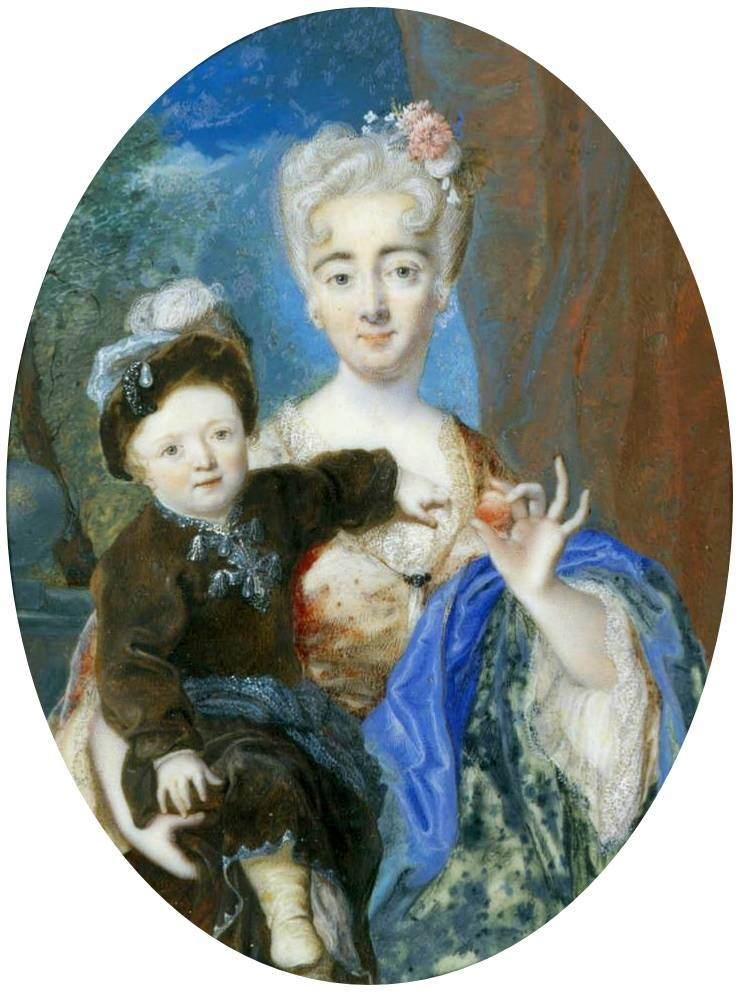
Miniatur einer Dame mit ihrem Sohn in polnischer Tracht, 1710er-Jahre, Staatliche Kunstsammlungen Dresden
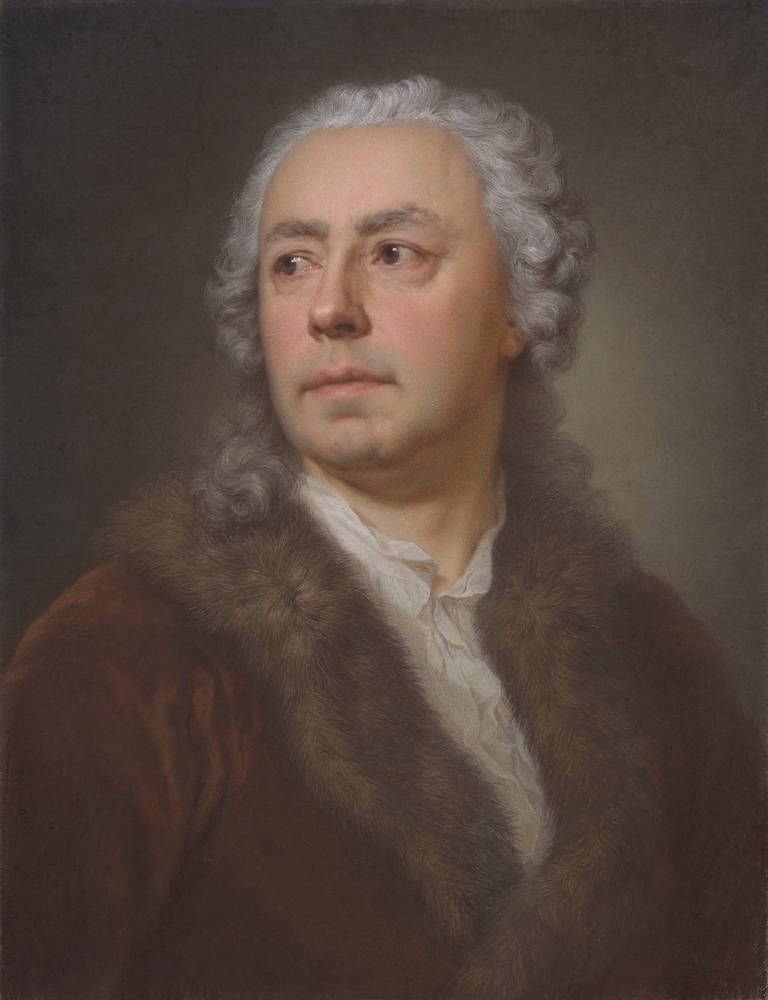
Ismael Mengs (Pastell von Anton Raphael Mengs, um 1744/45, Staatliche Kunstsammlungen Dresden)
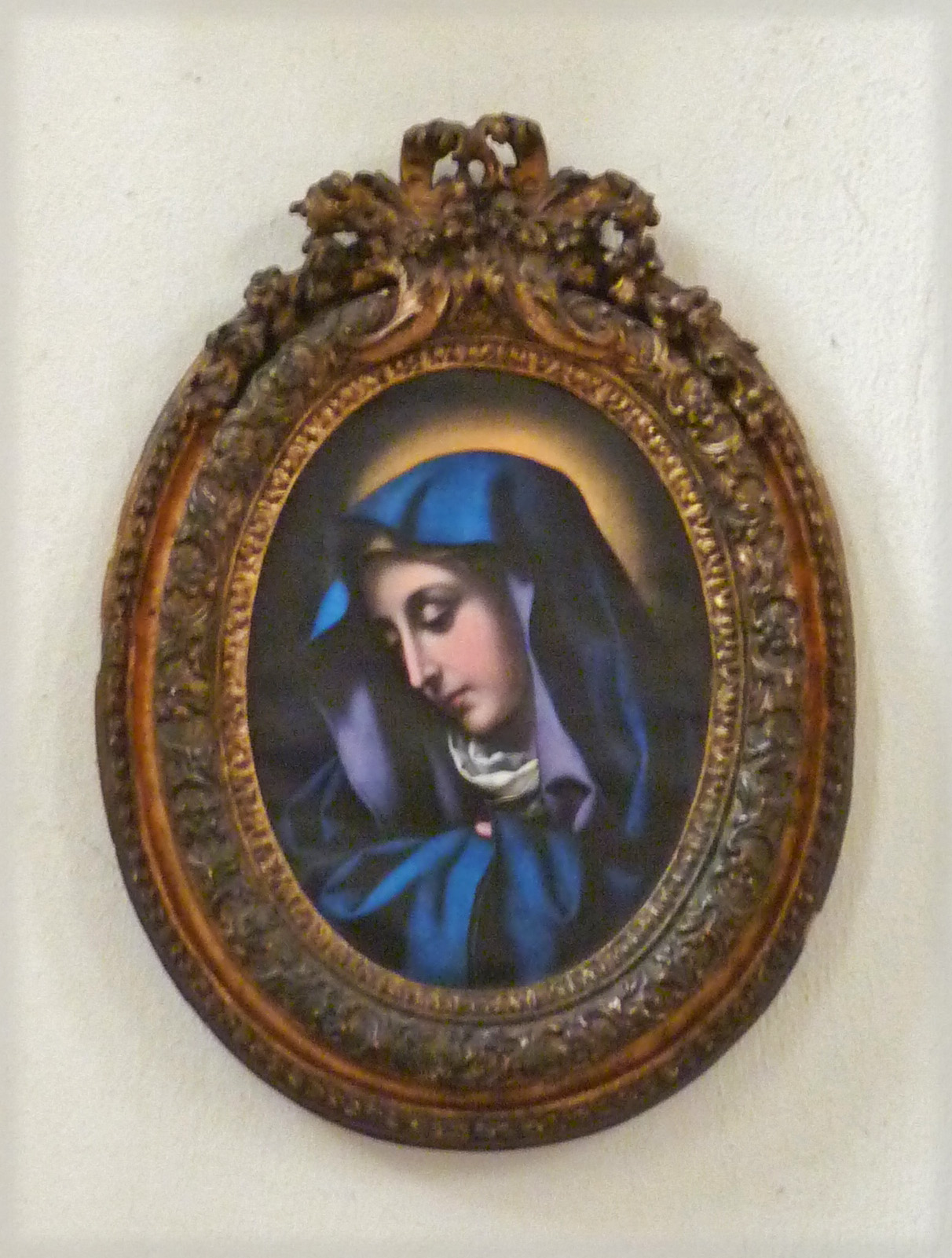
Die Aussiger Madonna
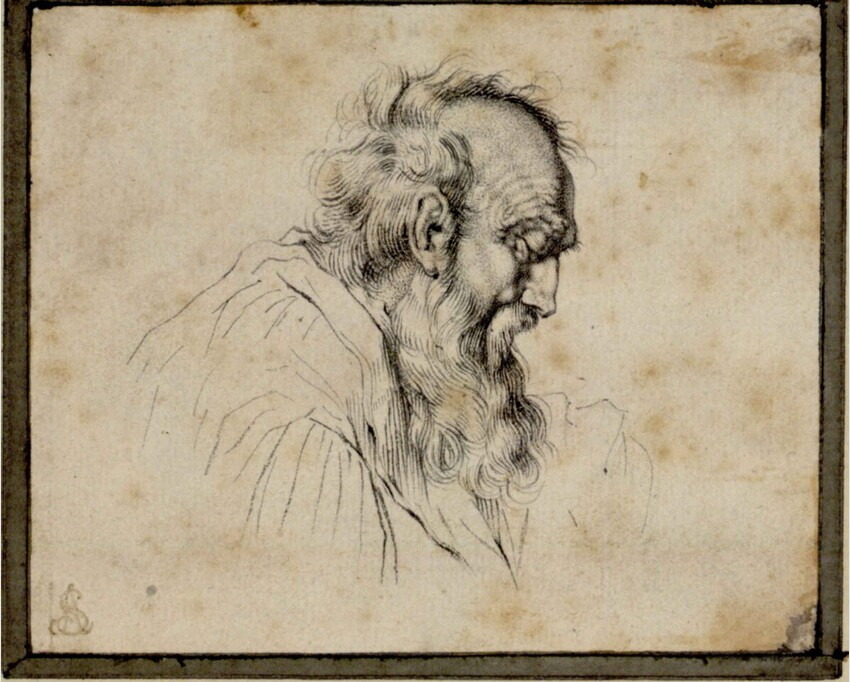
Ismael Mengs – Zeichnung eines Greisenkopfs, Albertina, Wien